# Rebeca (personaje bíblico)

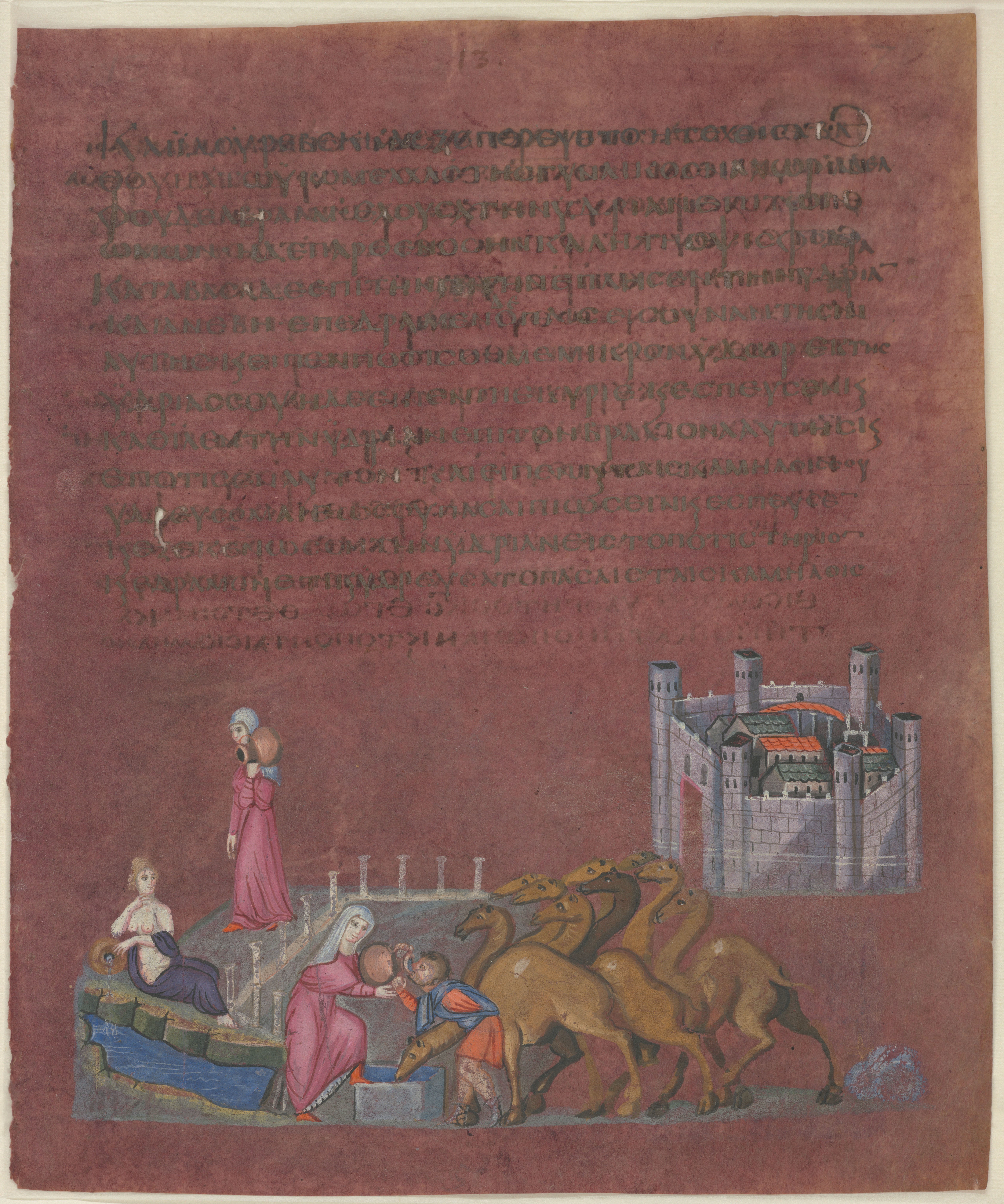
Imagen extraída del Génesis de Viena, que muestra a Rebeca y a Eliécer.

Rebeca, Rebekah o Rivka (רִבְקָה, en hebreo estándar Rivqa, en hebreo tiberiano) fue una matriarca bíblica, esposa y sobrina segunda de Isaac, por parte de Nacor, abuelo de Rebeca y tío de Isaac, y sobrina nieta segunda por parte de Milca, abuela de Rebeca y prima carnal de Isaac. Su historia se narra en el Génesis. Rebeca era muy hermosa (de ahí viene su significado) pero exhibía una gran sencillez. Rebeca, también fue la madre de los gemelos Esaú y Jacob, siendo este último su elegido. Era nieta de Nacor y bisnieta de Harán, hermanos de Abraham, el padre de Isaac.
La Biblia relata que Abraham envió a Eliezer, jefe de sus sirvientes con el objetivo de encontrar una mujer para su hijo que no fuera cananea. El criado hizo lo que le pidió su amo y encontró a Rebeca. Eliezer había pedido como señal a Jehová que la mujer que le diera de beber a él y a sus camellos sería la elegida para ser la esposa de Isaac y así lo hizo Rebeca, por lo cual Eliézer acude a casa de los padres de ella para informarles que desea llevarla para que sea esposa de Isaac. Betuel el padre de Rebeca le da la oportunidad a la misma Rebeca de elegir si quiere irse para ser la esposa de Isaac y ella acepta sin dudar. Eliézer toma Rebeca y la lleva a su tierra. Al llegar ahí y ver a Isaac de lejos Rebeca se cubre con un velo de novia, por lo cual Isaac no podía ver su rostro, sin embargo aunque no la conocía físicamente pudo darse cuenta de que era una mujer virtuosa, puesto que Eliézer su sirviente le cuenta acerca del comportamiento esforzado y diligente de Rebeca de manera que Isaac la toma por esposa también sin dudar. 
Después se la llevó a la tienda de su madre, Sara, para casarse con ella. 
Además se dice que gracias a la presencia de Rebeca, Isaac logró sobrellevar la repentina muerte de su madre, que ocurrió poco antes. 
Toda su historia está registrada en el libro de Génesis capítulo 24.
Según Génesis 49:31-32 Rebeca fue enterrada en la Cueva de los Patriarcas, en Hebrón.